# 安全、理智、知情同意
安全、理智、知情同意是翻譯自英文的safe, sane and consensual，SSC為其縮寫。它是BDSM與性綁縛社群中很大一部分的人所使用的用語之一，用來形容他們的哲學觀，將安全、理智、知情同意當作一個要求安全的口號。
它的原則就是進行BDSM時應該做到：
- 安全：應當試圖確認出風險，並且防止它對健康造成嚴重危害。
- 理智：所有活動應當在頭腦清醒與明智的狀況下進行。
- 知情同意：所有活動應當在所有參與成員完全知情同意其內容下進行。

有些BDSM社群中的人並不認為安全、理智、知情同意是一個形容這些關係／活動的準確術語。將「共知風險的兩願禁羈」（Risk Aware Consensual Kink，縮寫為RACK）作為一個替代術語已經逐漸得到越來越多的支持。
對於那些有異議的人來說，安全、理智、知情同意的爭議通常出現於它每個詞的主觀性上，以及當社群內部與外部將這個術語拿來當作評價活動好壞的判斷標準時，會造成一些問題。
大部分的人將這個術語的發明歸功於大衛·史坦恩（David Stein）在1984年時為GMSMA（GAY MALE S/M ACTIVISTS，意即男同志S/M行動主義者）創造了這個術語。你可以在《安全、理智、知情同意：一個口號的演化》（Safe Sane Consensual: The Evolution of a Shibboleth）這篇文章中找到更多的資訊。

## 外部連結
- http://www.lthredge.com/-%5B%5D Website of david stein
- https://web.archive.org/web/20041204075208/ds/history.htm （页面存档备份，存于） - Essays by David Stein